# 10 de l'Àguila
10 de l'Àguila (10 Aquilae) és una estrella variable de la constel·lació de l'Àguila, situada molt a prop del límit amb Hèrcules. Té una magnitud aparent mitjana de +5,91 i es troba a 243 anys llum de distància amb el sistema solar.
10 de l'Àguila està catalogada com una estrella blanc-groguenca de tipus espectral F0spe, A3p o A4p amb una temperatura efectiva d'entre 7650 i 7735 K. Té una lluminositat 17,1 vegades més gran que la lluminositat solar i un radi 2,35 vegades més gran que el radi solar. El seu període de rotació és igual om major que un mes. Amb una massa d'1,95 masses solars, s'estima que la seva edat és de 850 milions d'anys.
10 Aquilae és una estrella Ap d'oscil·lacions ràpides (roAp), una de les més brillants d'aquest grup. Mostra una de les amplituds de pulsació fotomètriques més baixes i es caracteritza pel seu estrany comportament pulsacional en comparació amb altres estrelles roAp. Classificada com a variable Alfa² Canum Venaticorum, no se sap el seu període amb certesa, poden ser d'anys. Rep la denominació de variable V1286 Aquilae.